# Reuzenrad (Bobbejaanland)
Reuzenrad is een reuzenrad in het Belgische attractiepark Bobbejaanland in Lichtaart, Kasterlee en staat in het themagebied Adventure Valley.
De attractie is gebouwd in 1976 door Anton Schwarzkopf in opdracht van de Familie Bobbejaan Schoepen. Het was een van de eerste mechanische attractie in Bobbejaanland.
Het rad heeft acht spaken waardoor er weinig hinder is om het uitzicht te bekijken. Het rad heeft 24 gondels en werd in 1996 grondig gereviseerd.

## Rode hart
Typerend aan het rad is het felle rode hart. Oorspronkelijk werd het rad door het weekblad Story gesponsord waarvan een rood hart het logo was met daarin "Story". Na afloop van de sponsoring werden de letters eraf gehaald en was het hart zoals nu gewoon rood. Nog later in er de typerende B van Bobbejaanland op het hart geplaatst, maar deze is ook weer verwijderd en momenteel is het hart gewoon rood.
Afbeeldingen